# 6276 Kurohone
6276 Kurohone è un asteroide della fascia principale. Scoperto nel 1994, presenta un'orbita caratterizzata da un semiasse maggiore pari a 2,8752357 UA e da un'eccentricità di 0,0451782, inclinata di 1,43355° rispetto all'eclittica.